# Musée des navires vikings de Roskilde
Le Musée des navires vikings de Roskilde (en danois:Vikingeskibsmuseet) est un musée danois qui présente les bateaux viking et leurs techniques de construction depuis la préhistoire jusqu'au Moyen Âge.

## Historique
Le principal objectif du musée est une exposition permanente de  5 navires vikings délibérément coulés autour de 1070 dans le fjord de Roskilde et retrouvés en 1962. Il s'agit de différents types de navires, du transport de marchandises au navire de guerre appelés Skuldelev 1,Skuldelev 2(4),Skuldelev 3,Skuldelev 5 et Skuldelev 6.
Le musée fut construit en 1969 et spécialement conçu pour présenter ces découvertes. Il mène aussi des recherches scientifiques dans le domaine de l'archéologie maritime pour cette période dite de l'âge des Vikings.

## La construction des répliques
Différentes répliques ont été réalisées d'après ses cinq modèles originaux :
- Ottar af Roskilde
- Havhingsten fra Glendalough
- Roar Ege
- Helge Ask et Sebbe Als
- Kraka Fyr

## Galerie

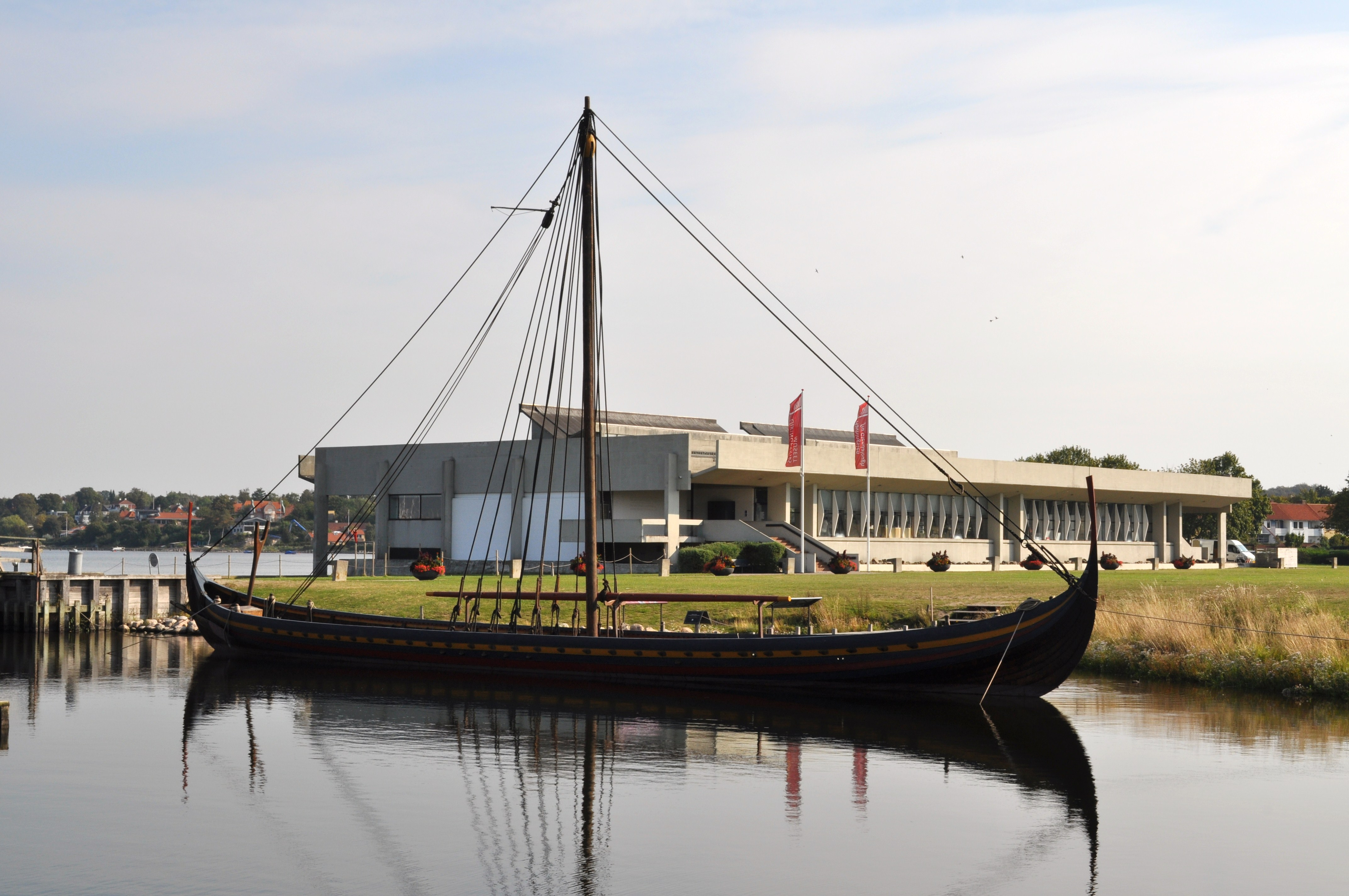
Havlingsten fra Glendarough
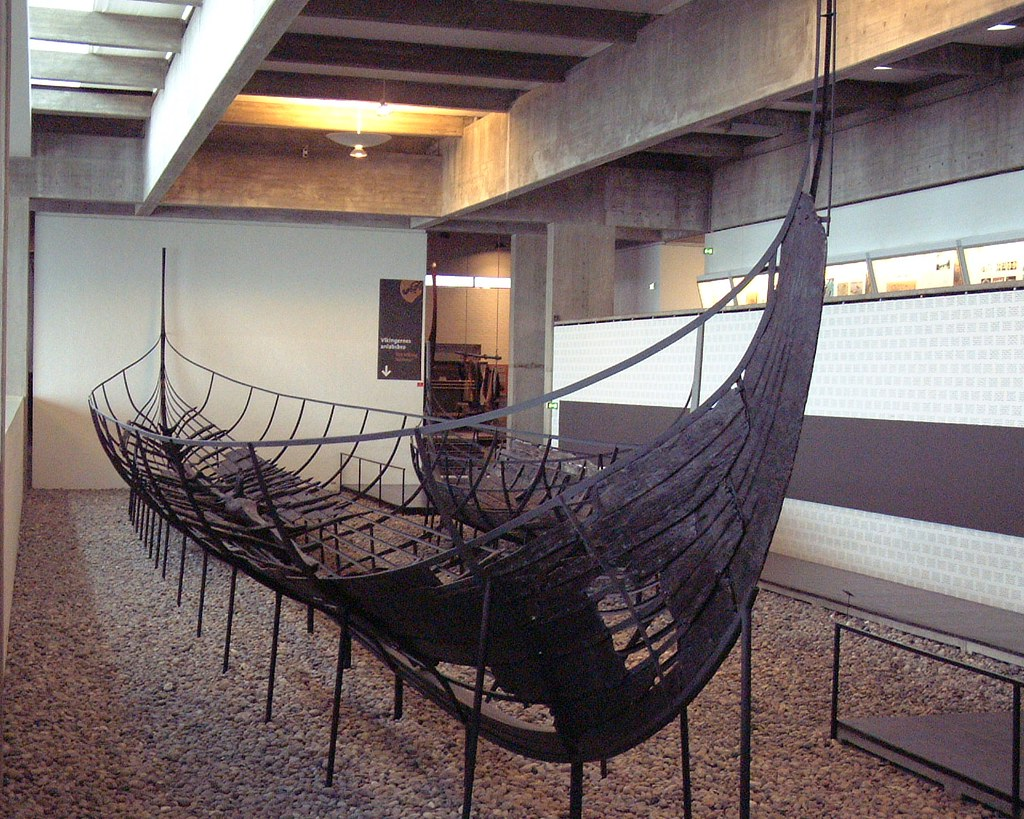
Skuldelev 2
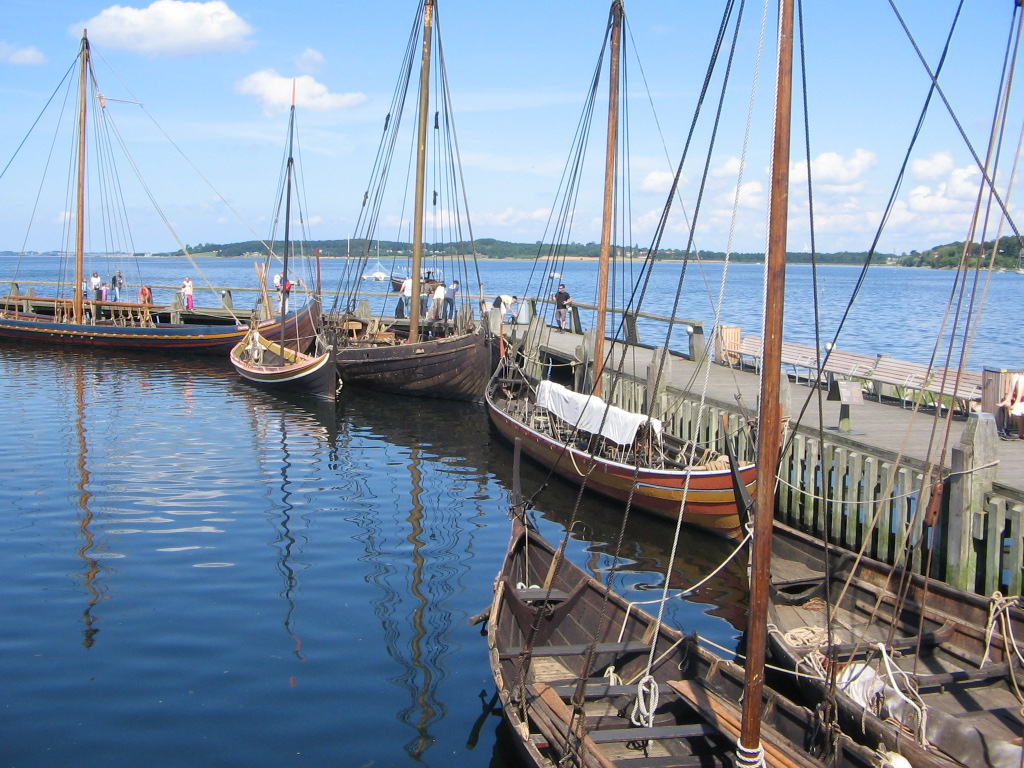
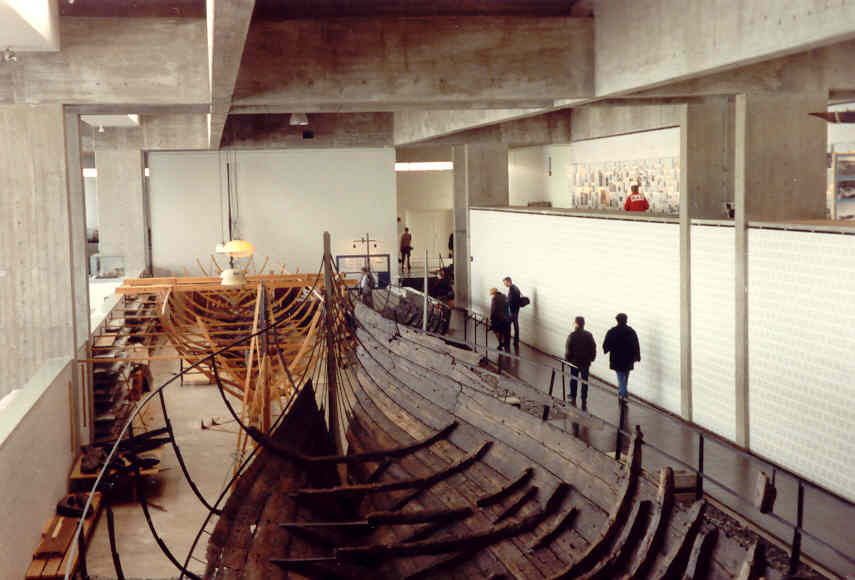
Skuldelev 1
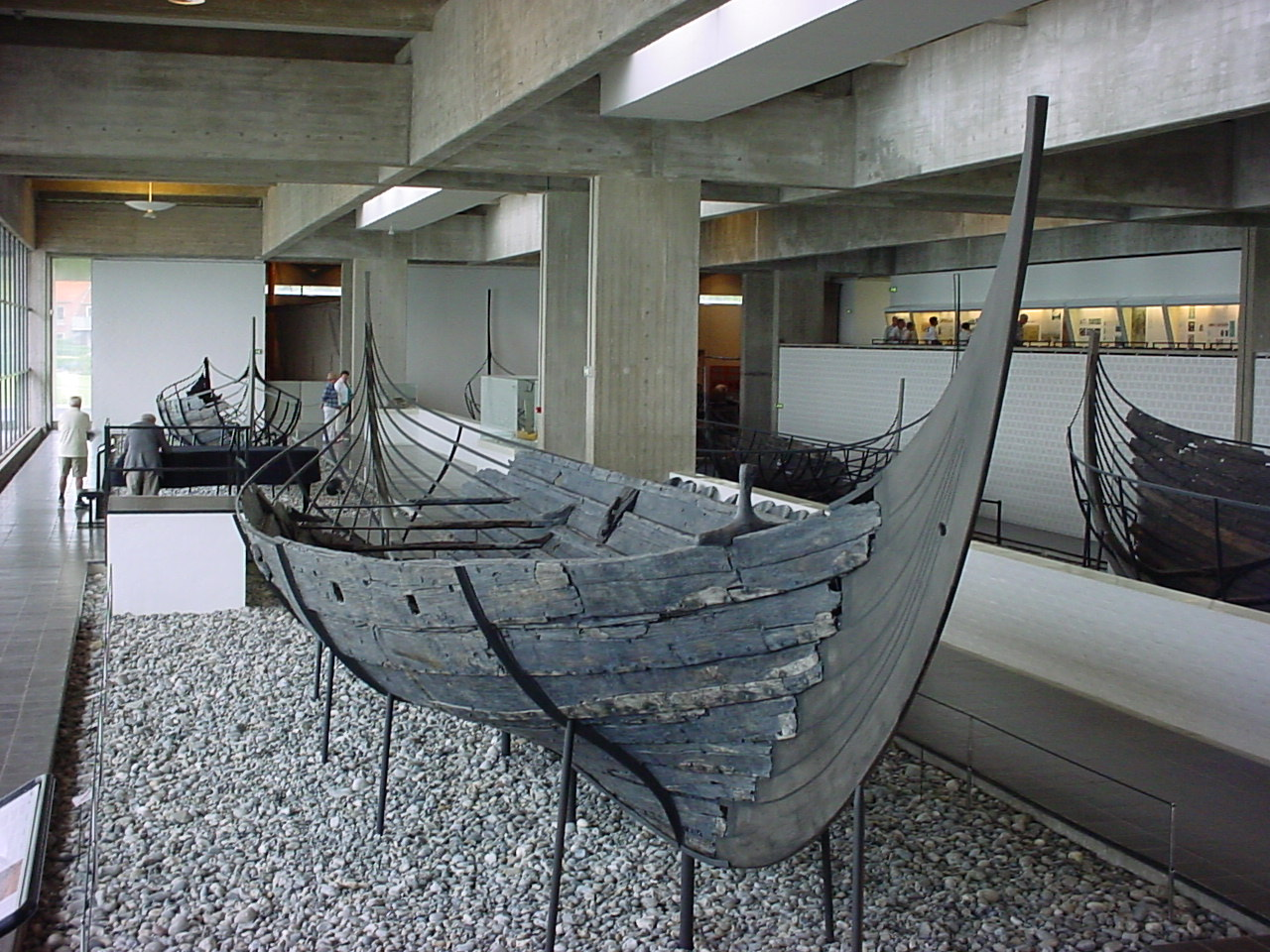
Skuldelev 3